# Tiopronin
Tiopronin (tên thương mại Thiola) là một toa thiol thuốc dùng để điều khiển tốc độ cystine kết tủa và bài tiết trong bệnh cystin niệu. Do sự hiếm gặp của rối loạn, tiopronin thuộc phân loại thuốc mồ côi. Nó có phần giống với penicillamine trong cả hóa học và dược lý.

## Công dụng
Tiopronin được sử dụng chủ yếu cho cystin niệu và nổi tiếng trong cộng đồng cystinuric. Tùy thuộc vào mức độ nghiêm trọng của bệnh cystin niệu của một người, tiopronin có thể được dùng suốt đời, có thể bắt đầu từ thời thơ ấu. Thuốc hoạt động bằng cách phản ứng với cysteine nước tiểu để tạo thành một phức hợp hòa tan hơn, disulfide liên kết, tiopronin-cysteine.
Nó cũng có thể được sử dụng cho bệnh Wilson (quá tải đồng trong cơ thể) và cũng đã được nghiên cứu để điều trị viêm khớp, mặc dù tiopronin không phải là thuốc chống viêm.
Tiopronin đôi khi cũng được sử dụng làm chất ổn định cho các hạt nano kim loại. Nhóm thiol liên kết với các hạt nano, ngăn ngừa đông máu.

## Tác dụng phụ
Tiopronin có thể có nhiều tác dụng phụ, tương tự như tác dụng của D-penicillamine và các hợp chất khác có chứa các nhóm sulfhydryl hoạt động. Dược động học của nó đã được nghiên cứu.

## Xã hội và văn hoá
Ở Mỹ, thuốc được Mission Pharmacal bán trên thị trường với giá 1,50 đô la mỗi viên, nhưng vào năm 2014, quyền được mua bởi Retrophin, thuộc sở hữu của Martin Shkreli, và giá tăng lên 30 đô la mỗi viên cho một viên nang 100 mg.
Năm 2016, Imprimis Pharmaceuticals đã giới thiệu một phiên bản giá rẻ hơn được bán trên thị trường dưới dạng thuốc hỗn hợp.